# Roberto Palazuelos
Roberto Palazuelos Badeaux (Acapulco, 31 de enero de 1967), conocido como el Diamante  Negro, es un actor, empresario, personalidad de televisión y abogado mexicano.

## Biografía
Nace el 31 de enero de 1967 en Acapulco, Guerrero, hijo de padre mexicano y madre francesa. Es hijo único de esa pareja, aunque tiene cinco medios hermanos.[cita requerida]
Inició su carrera artística en los años ochenta, y en ese entonces apareció en telenovelas como Mi segunda madre y Simplemente María. Pero el papel que lo lanzó a la fama entre el público juvenil fue el de Roger, para la telenovela Muchachitas.
Su carrera fue en ascenso gracias al éxito de Muchachitas, por lo que más tarde apareció en telenovelas como Dos mujeres, un camino, Pobre niña rica, Para toda la vida, Amada enemiga, Amor gitano, Carita de ángel, Salomé, Niña amada mía y Apuesta por un amor, entre otras.
En 2003, participó en el programa de telerrealidad Big Brother VIP, en donde se mantuvo por un largo trecho, hasta que salió como uno de los últimos expulsados.[cita requerida] En 2004, contrajo matrimonio con Yadira Garza y en 2005 nace su hijo, Roberto Jr. Se divorciaron en 2016. En 2007, regresa a las telenovelas para realizar una participación especial en Bajo las riendas del amor.[cita requerida] Para 2008, se integra al elenco de Mañana es para siempre, para dar vida a Camilo Elizalde.[cita requerida]
En 2010, se integra al elenco de la telenovela Llena de amor, como Mauricio Fonseca. En 2011, se integra al elenco de la telenovela, Una familia con suerte, como Mike Anderson.[cita requerida] En 2012, Salvador Mejía lo convocaría para integrarse al elenco de Qué bonito amor, al lado de Danna García, Jorge Salinas, Pablo Montero y Juan Ferrara.[cita requerida] En enero y febrero de 2013, se convierte en la imagen oficial de Pepsi en México, en la promoción llamada La Palazueliza, y apareció en anuncios de televisión y publicidad impresa.[cita requerida]
Palazuelos completó su certificado de secundaria y preparatoria a los cuarenta y un años, y cuatro años después egresó como licenciado en Derecho de la Universidad Tec Milenio, Campus Cancún.
El 15 de octubre de 2019, Roberto debutó como personalidad de programa de telerrealidad, por lo que estrenó su programa de telerrealidad en el canal de televisión MTV (Latinoamérica), en donde se ve parte de su vida cotidiana. El 15 de octubre de 2020, recibió un doctorado honoris causa por su trayectoria artística. Escribió un libro de cómo ser exitoso en la vida, titulado Alquimia para el éxito, el cual se lanzó junto al programa de telerrealidad.

## Carrera política
El 21 de enero de 2022, Palazuelos se registró como candidato de Movimiento Ciudadano para competir por la gubernatura del estado de Quintana Roo. Sin embargo, el 17 de febrero, el partido le retiró la candidatura a Palazuelos debido a una serie de escándalos; en principio, se acusó al actor y empresario de corrupto, después se viralizó un video en donde él confesaba un asesinato. Un día después, Palazuelos declaró que se retiraba de la contienda por la gobernatura del estado.
El 20 de noviembre, se registró como candidato al Senado por Movimiento Ciudadano en Quintana Roo. En febrero de 2024, se formalizó su candidatura al Senado.

## Controversias

### Amenazas a adversarios
En febrero de 2022, en el marco de su campaña a la precandidatura por la gubernatura de Quintana Roo, Palazuelos fue entrevistado en un programa de televisión, en el que hizo declaraciones amenazantes en contra de sus críticos y dijo que ajustaría cuentas una vez que estuviera en el cargo de gobernador.
Ninguna guerra sucia me va a parar y todas esas gentes que están difamándome, que están diciendo cosas, yo estoy apuntando eh, no crean que no estoy apuntando, estoy apuntando y estoy tomando nota, ya llegará el momento, cuando yo sea titular del Ejecutivo, que ajustemos cuentas.
Ante las declaraciones, personajes de su propio partido condenaron sus palabras. Patricia Mercado señaló que era «inadmisible amenazar con usar un eventual poder como gobernador para tomar venganzas personales». Otros personajes señalaron que Movimiento Ciudadano debería retirarle la precandidatura.

### Declaraciones en entrevista de Yordi Rosado
En febrero de 2022, se discutió públicamente una declaración que Palazuelos realizó en una entrevista realizada por el conductor Yordi Rosado en 2020. Dentro de la entrevista, Palazuelos señaló que durante un altercado, él y otros hombres, incluyendo un teniente del Ejército, asesinaron a dos personas que intentaron asaltarlos con armas de fuego. En el video señala haber sido él mismo uno de los que mató a uno de los individuos: «No tengo ni un mes con esta pinche arma y ya me chingué a un cabrón, güey», y aunque se entregó en ese momento, salió por legítima defensa. Ante lo señalado, personajes del partido Movimiento Ciudadano, señalaron que era inviable que Palazuelos fuera candidato a gobernador y que no representaba al partido, entre ellos Patricia Mercado y Martha Tagle.

## Filmografía

### Cine
- Mariana, Mariana (1987), Esteban, novio de Isabel (película con Alberto Isaac)
- Dimensiones Ocultas (Don't Panic) (1988), Juan/John
- Los Verduleros 3 (1989), Luis el Proxeneta
- La mujer de los dos (1996), Ricardo
- Agave sorpresa (2010), Robert Palazuelos
- 7 años de matrimonio (2013), película con Ximena Herrera como protagonista
- Decadencia (2015)
- Cofradía (2018)
- Mirreyes vs Godínez (2019), el tío de Shimon (película dirigida por Chava Cartas) [cita requerida]

### Televisión
Programas de TV
- Viviendo con las estrellas (2026): Versión mexicana del programa del mismo nombre de género Reality Show y Espectáculo que se emitió acá en Argentina por América Televisión para que tenga un acuerdo el grupo de medios de Daniel Vila y con Kuarzo Entertainment Argentina con el grupo Televisa de México para que se emitiera referidamente por Las Estrellas apostandolo propiamente
- Hotel VIP (2023), conductor[22]
- Perdiendo el juicio (2021), Sr. Juez[23]
- 40 y 20 (2018), Beto[24]
- Entreolivos (2017), Santiago Sepúlveda[25]
- Nosotros los guapos (2016)

Telenovelas y series
- Hasta el fin del mundo (2014-2015), Mauro Renzi (villano)
- Gossip Girl Acapulco (2013), Santiago Ochoa, el Capitán
- Qué bonito amor (2012-2013), Giuliano Rina (villano)
- Una familia con suerte (2011-2012), Michael Robert Anderson
- Llena de amor (2010-2011), Mauricio Fonseca Lombardi (villano)
- Mañana es para siempre (2008-2009), Camilo Elizalde Rivera (villano)
- Bajo las riendas del amor (2007), Cristian del Valle (villano)
- La fea más bella (2006-2007), Pedro Barman
- Mi vida eres tú (2006), Aristeo Borgia (villano)
- Apuesta por un amor (2004-2005), Francisco Andrade ⸸
- Niña amada mía (2003), Rafael Rincón del Valle ⸸ (villano)
- ¡Vivan los niños! (2002-2003), Pantaleón Rendón
- Salomé (2001-2002), Beto, el Figurín ⸸ (villano)
- Carita de ángel (2000-2001), Favio Romero Medrano (villano)
- Amor gitano (1999), Claudio
- Amada enemiga (1997), Mauricio
- Para toda la vida (1996), Rolando
- Pobre niña rica (1995), Gregorio
- Dos mujeres, un camino (1993), Raymundo Soto (#1)
- Muchachitas (1991-1992), Roger Guzmán
- Simplemente María (1989-1990), Pedro Cuevas
- Mi segunda madre (1989), David
- Marionetas (1986), estudiante de universidad[26]